# Улутау (хребет, Ишимбайский район)
Улутау— хребет Башкирского (Южного) Урала. Вытянут субмеридионально от широты деревни Кабясово до широтного течения реки Калгасау (приток реки Урюк-Урек) по Ишимбайскому и Бурзянскому районам.

## Этимология
Название хребта «Улутау» (башк. Олотау) происходит от башкирского «оло» (Большой) и «тау»(гора).
На Южном Урале имеется несколько гор и горных хребтов с таким же названием (в Архангельском, Гафурийском и других районах Башкортостана), а также в других регионах России.

## География
Расположен между хребтами Калу (башк.Ҡалыу) и Большой Калу (башк. Оло Ҡалыу). Длина — около 15 км (по Ишимбайскому району — 12 км), ширина южной части — около 6 км, центральной — 1,5 км, северной — 3 км.
Абсолютная высота — 783 м. На хребте выделяются вершины высотой 653—783 м.
Рельеф низкогорный, клоны крутые, в южной части осложнены многочисленными ложбинами постоянных и временных водотоков. Сложен породами зильмердакской свиты верхнего рифея (аркозовые песчаники, алевролиты, мелкогалечные конгломераты).

## Ландшафты
Ландшафты представлены мягколиственными лесами на светло-серых лесных горных почвах.